# Biotit
Biotit oder Dunkelglimmer (Magnesiumeisenglimmer) ist ein verbreitetes Schichtsilikat. Es gilt seit 1999 nach dem Beschluss der International Mineralogical Association (IMA) nicht mehr als eigenständiges Mineral, sondern als Mischkristall der Annit-Phlogopit-Mischreihe. Biotit gehört mit dem „Hellglimmer“ Muskovit zu den häufigsten Glimmerarten und ist namensgebend für die Biotitreihe der Glimmergruppe.
Das Mineral kristallisiert blättchenförmig im monoklinen Kristallsystem mit der allgemeinen Formel K(Mg,Fe2+,Mn2+)3[(OH,F)2|(Al,Fe3+,Ti3+)Si3O10]. Es entwickelt durchscheinende bis undurchsichtige, sehr biegsame und teilweise pseudohexagonale Kristalle mit metallischem Perlmuttglanz, die sich in feinste Plättchen spalten lassen.
Benannt wurde es nach dem französischen Physiker Jean-Baptiste Biot (1774–1862), der als Erster die optische Verschiedenheit der Glimmer erkannte.

## Bildung und Fundorte

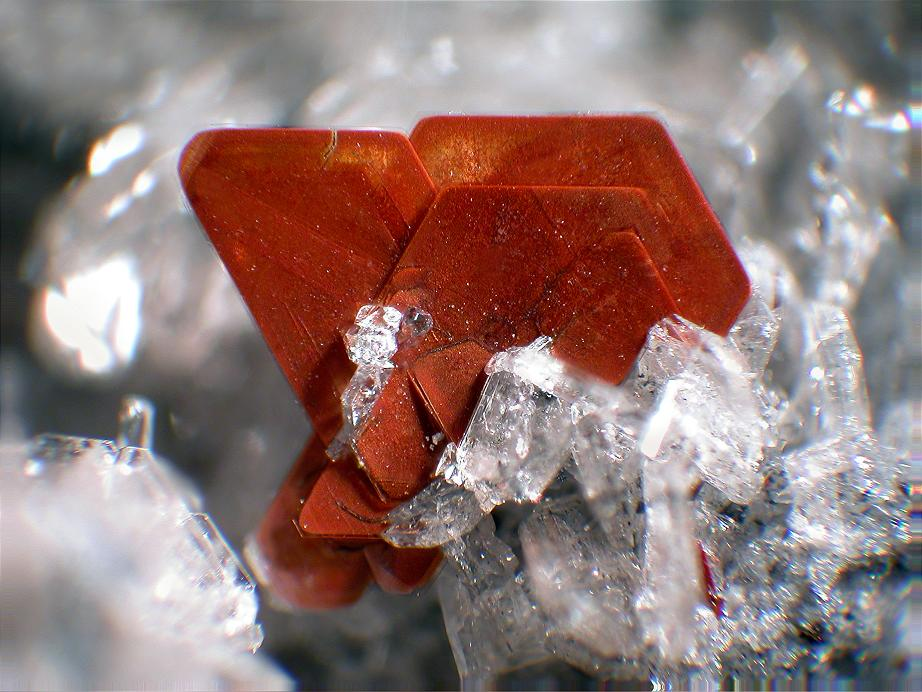
Undurchsichtiges, teilweise pseudohexagonales Biotit-Aggregat

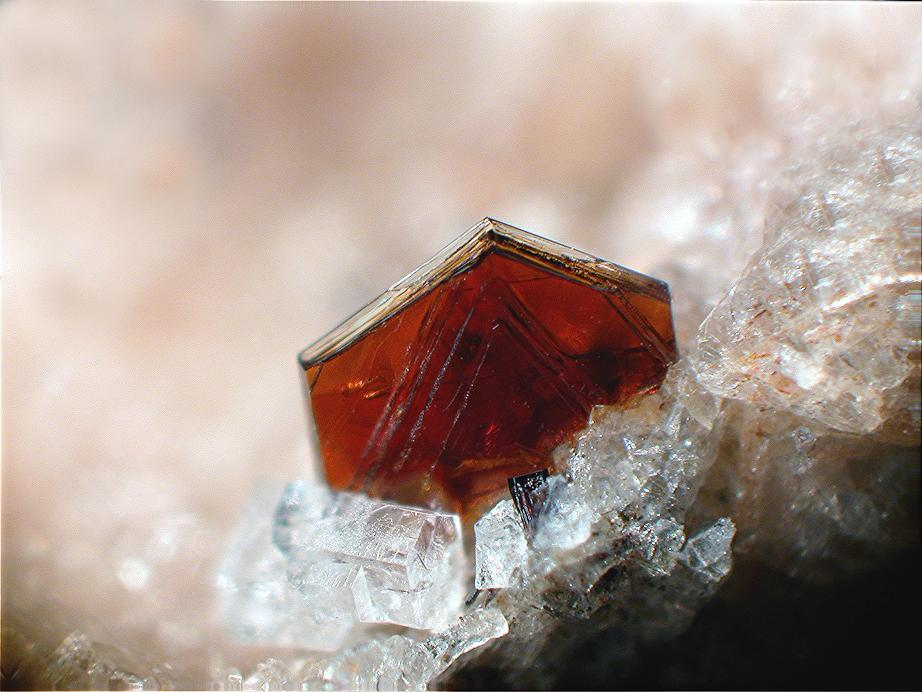
Pseudohexagonaler Biotitkristall (0,75 × 1 mm) in Kombination mit Sanidin und Nephelin

Biotit kommt gesteinsbildend in vielen magmatischen Gesteinen vor, z. B. in Graniten. Aus einer aufsteigenden Gesteinsschmelze kristallisiert er knapp vor Feldspat, Quarz und Pyroxen, wenn sich das Magma auf etwa 800 bis 700 °C abkühlt (Phase der Hauptkristallisation). Weit verbreitet ist Biotit auch in metamorphen Gesteinen wie Gneis und Glimmerschiefer. In Sand und Sandstein findet er sich in Form kleiner, goldglänzender Blättchen.
Das Schichtgefüge vieler Metamorphite (z. B. Gneis) geht auf das unterschiedliche Temperaturverhalten des Dunkelglimmers bei der Entmischung des Gesteins in größeren Tiefen zurück. Biotit und andere Schichtsilikate neigen dazu, sich unter heißer Druckbelastung seitlich neu zu kristallisieren, während Quarz und Feldspäte eher körnig bleiben. Die Schieferungsflächen entsprechen dabei der Richtung der maximalen tektonischen Scherkräfte.
Gleich dem Muskovit bildet Biotit in Pegmatiten große Tafeln. Hell- und Dunkelglimmer können miteinander verwachsen, wobei die Spaltflächen durch beide Glimmer ohne Unterbrechung hindurchlaufen. Zudem bildet Biotit mit vielen anderen Mineralen Paragenesen, so unter anderem mit Amphibolen, Andalusit, Cordierit, Granaten, Kalifeldspat, Nephelin, Plagioklas, Pyroxen, Quarz und Spinell.
Durch chemische Verwitterung wird das Mineral leicht angegriffen, verliert Glanz und Elastizität und wird mürbe. Im Endstadium der Zersetzung bilden sich Eisenhydroxide und verschiedene Tonminerale (Hydrobiotit, Vermiculit) oder auch Chlorite. Wird Biotit als feine Plättchen im Wasser auf Sand abgelagert, so macht er auch dort Veränderungen durch (z. B. Oxidation). Die Farbe nimmt einen goldbraunen Ton an und wurde daher schon früh als „Katzengold“ bezeichnet. Wirtschaftlich genutzt wird Biotit nur als Zusatzstoff in der Kosmetik und als Füllstoff (gemeinsam mit Muskovit).
Bis 2010 konnte Biotit an rund 4600 Fundorten nachgewiesen werden. Größere Blattkristalle finden sich dabei unter anderem im Gebiet um den Laacher See in Deutschland, Bessnes in Frankreich, Ontario in Kanada, Evje in Norwegen, sowie im Uluguru-Gebirge in Tansania. Länder mit vielen Fundstätten (5 oder mehr) sind unter anderem Argentinien, Australien, Bolivien, Brasilien, Bulgarien, Chile, die Volksrepublik China, Deutschland, Ecuador, Finnland, Frankreich, Indien, Indonesien, Italien, Japan, Kanada, Kasachstan, Madagaskar, Mexiko, Mongolei, Namibia, Nordkorea, Norwegen, Österreich, Papua-Neuguinea, Peru, Philippinen, Polen, Paraguay, Portugal, Rumänien, Russland, Schweden, Schweiz, Slowakei, Südafrika, Südkorea, Spanien, Tschechien, Ukraine, Ungarn, im Vereinigten Königreich (Großbritannien) sowie in den Vereinigten Staaten von Amerika (USA).

## Petrologie
Biotit tritt in fast allen Metasedimenten auf. In den Amphiboliten steht das Mineral mit Amphibol und Plagioklas im Gleichgewicht während es in den Eklogiten ein Abbauprodukt von Phengit darstellt.

## Verwendung
Gesteine, die Biotit als Mineralbestandteil enthalten, sind als Baumaterial nur mäßig geeignet. Hierbei erweist sich die Spaltbarkeit von Biotit als ungünstig, da Verwitterungslösungen auf den entstehenden Trennflächen in das Gestein eindringen können. Äußerlich dokumentieren sich derartige Vorgänge beispielsweise mit der Bildung von Rostflecken an der Gesteinsoberfläche (z. B. bei Bordsteinen aus Granit). Darüber hinaus sind Trennflächen, insbesondere bei geringen Abständen, häufig Schwächebereiche in felsmechanischer Hinsicht.
Auf Grund der geringen Härte findet Biotit in konzentrierter Form als Gebrauchsmaterial keine Verwendung. In der kosmetischen Industrie wird Biotit gemeinsam mit Muskovit verwendet, um Kosmetikartikel mit dem für die meisten Glimmerminerale typischen, glitzernden Effekt zu versehen (siehe auch Verwendung von Glimmer).